# Comin' Out Hard
Comin' Out Hard – debiutancki album duetu 8Ball & MJG. Został wydany 1 sierpnia 1993 roku.

## Lista utworów
| Nr | Tytuł                   | Goście |
| -- | ----------------------- | ------ |
| 1  | Intro                   |        |
| 2  | 9 Little Millimeta Boys |        |
| 3  | The First Episode       |        |
| 4  | Armed Robbery           |        |
| 5  | Pimps                   | Mc Jah |
| 6  | Comin' Out Hard         |        |
| 7  | Mr. Big                 |        |
| 8  | Nigga's Like Us         |        |
| 9  | Pimps In The House      |        |